# 朝鮮魔術師
《朝鮮魔術師》（韓語：조선마술사）是一部於2015年12月30日上映的韓國時代奇幻电影，由電影《后宫：帝王之妾》導演金大承執導，俞承豪、高雅羅主演，講述陷入危險愛情的朝鮮時代最優秀的魔術師，不惜一切登上最後一次舞台的故事。

## 演員陣容

### 主要角色
- 俞承豪(童年：宋義俊（朝鲜语：송의준）) 飾演 煥熙（환희）
- 高雅羅 飾演 清明公主（청명공주）

### 其他角色
- 李璟榮 飾演 安潼輝（안동휘）
- 趙胤熙(少年：金志珉) 飾演 普音（보음）
- 郭度沅 飾演 歸沒（귀몰）
- 朴哲民 飾演 奇托（기탁）
- 趙達煥 飾演 德厚（덕후）
- 張宥相（朝鲜语：장유상） 飾演 墨鐵
- 孫炳昊 飾演 金甲緒（김갑서）
- 趙基莞（조기왕） 飾演 韓尚方（한상방）
- 朴忠善（朝鲜语：박충선） 飾演 廉捕士（염부사）
- 廉惠蘭 飾演 乳母
- 林鍾允（朝鲜语：임종윤） 飾演 贊極（찬극）
- 安偉濟（안위제） 飾演 書狀官（서장관）
- 金善荷（김선하） 飾演 紅丹（홍단）
- 李振權（朝鲜语：이진권 (배우)） 飾演 煥熙組成員（환희단 장치팀）
- 金寶（朝鲜语：금보 (배우)） 飾演 煥熙組成員（환희단 장치팀）
- 金泰俊（朝鲜语：김태준 (1988년)） 飾演 煥熙組成員
- 陳劍（朝鲜语：진건 (배우)） 飾演 大妃殿內官
- 宋旭慶（朝鲜语：송욱경） 飾演 搜索官軍
- 金叡俊（朝鲜语：김예준 (배우)） 飾演 帶路的小孩子
- 金瑞元（朝鲜语：김서원） 飾演 草房捕快

### 特別出演
- 陳熙瓊（진희경） 飾演 大妃（대비）

## 獲獎與提名
| 年份 | 頒獎禮             | 獎項       | 入圍者 | 結果 |
| ---- | ------------------ | ---------- | ------ | ---- |
| 2016 | 第52屆百想藝術大獎 | 男子人氣獎 | 俞承豪 | 提名 |

## 外部連結
- NAVER上《朝鮮魔術師》的資料
- Daum上《朝鮮魔術師》的資料

- 韩国电影数据库（KMDb）上《朝鮮魔術師》的資料
- 互联网电影数据库（IMDb）上《朝鮮魔術師》的资料（英文）
- 《朝鮮魔術師》在HanCinema的页面（英文）